# 酈商
酈商（？—前180年），中国秦末汉初人物。陳留郡高陽人。兄长是说客酈食其。
秦朝末年，陳勝、吳廣發動大澤之變时，聚集数千人起兵。後劉邦军至陳留高陽，和兄长酈食其归顺劉邦，封信成君。
楚漢战争的时候，随劉邦建立前漢王朝，後参加討伐陳豨的叛乱。劉邦死後，呂后與審食其商議，打算殺盡功臣將領，避免功臣們作亂。酈商知道此事，去見審食其，說：「我聽說皇帝駕崩四天，還不發喪，意思是要殺掉所有將領。如果真的如此，天下就危險了。陳平、灌嬰率十萬大軍鎮守滎陽，樊噲、周勃率二十萬大軍攻下燕地和代地，如他們聽說皇帝駕崩了，自己即將遭殺戮，必定會聯兵回頭來攻關中。屆時大臣們在首都叛亂，諸侯們在外面造反，遲早要滅亡的了。」審食其把這些話轉告了呂后，呂后於是發喪，汉惠帝即位，大赦天下。酈商继续辅佐汉惠帝、呂后。
呂后大封呂祿、呂產等呂姓子弟，把持政權。前180年，吕后駕崩，周勃、陳平等元老大臣欲诛杀诸吕奪權，吕禄与酈商之子郦況为好友，周勃與陳平於是綁架酈商，令酈況前往騙呂祿交出兵符，周勃乃得以殺死諸呂，但天下皆稱「酈況賣友」。
此年酈商去世，諡為景侯，由酈況襲位。

## 延伸阅读
[在维基数据编辑]
 《史記/卷095》，出自司馬遷《史記》
 《漢書·卷041》，出自班固《漢書》